# Natthasan Pakkarano
Natthasan Pakkarano (thailändisch ณัฐสันต์ ปักการะโณ, * 20. Februar 2001) ist ein thailändischer Fußballspieler.

## Karriere
Natthasan Pakkarano steht seit mindestens 2022 bei Muangthong United unter Vertrag. Der Verein aus Pak Kret, einem nördlichen Vorort der Hauptstadt Bangkok, spielt in der ersten Liga. Ende Juli 2022 wechselte er auf Leihbasis zum Zweitligisten Phrae United FC. Sein Zweitligadebüt für den Verein aus Phrae gab Natthasan Pakkarano am 22. Januar 2022 (20. Spieltag) im Auswärtsspiel gegen den Ranong United FC. Bei dem 1:0-Auswärtserfolg stand er in der Startelf und spielte die kompletten 90 Minuten. Für Phrae bestritt er zwei Zweitligaspiele. Zu Beginn der Saison 2023/24 wechselte er auf Leihbasis zum Drittligisten Saraburi United FC. Mit dem Verein aus Saraburi spielt er einmal in der Western Region der Liga. Nach der Hinserie wechselte er ebenfalls auf Leihbasis in die Bangkok Metropolitan Region. Hier lieh ihn der Hauptstadtverein Bangkok FC aus. Die Saison 2023/24 feierte er mit dem Verein die Meisterschaft der Region sowie den Aufstieg in die zweite Liga. Nach der Ausleihe wurde er im Sommer 2024 fest vom Bangkok FC unter Vertrag genommen. Nach insgesamt 22 Ligaspielen wechselte er im Sommer 2025 nach Kanchanaburi zum Erstligaaufsteiger Kanchanaburi Power FC.

## Erfolge
Bangkok FC
- Thai League 3 – Bangkok Metropolitan: 2023/24  ▲